# 스베틀라나 페오파노바
스베틀라나 예브게니예프나 페오파노바(러시아어: Светлана Евгеньевна Феофанова, 1980년 7월 16일 ~ )는 러시아의 육상 선수이다.

## 인물 정보
그녀는 2004년 하계 올림픽 여자 장대높이뛰기에서 같은 나라 선수 옐레나 이신바예바 뒤에서 은메달을 획득했고, 2008년 하계 올림픽에서 동메달을 획득했다.
2004년 7월 4일에 그녀는 그리스 헤라클리온에서 당시 세계 기록 4.88m을 뛰어넘었다. 그녀는 2001년 세계 육상 선수권 대회에서 은메달을 획득했고, 2003년 세계 육상 선수권 대회에서 금메달을 획득했다. 그녀는 2006년 예테보리 유럽 육상 선수권 대회에서 4위를 했다.

## 같이 보기
- 올림픽 육상 여자 메달리스트 목록

## 참조
- (영어) 스베틀라나 페오파노바 - 국제 육상 경기 연맹